# Galeandra carnevaliana
Galeandra carnevaliana är en orkidéart som beskrevs av Gustavo Adolfo Romero och Warford. Galeandra carnevaliana ingår i släktet Galeandra, och familjen orkidéer. Inga underarter finns listade i Catalogue of Life.